# Luca Chiumento
Luca Chiumento (Padova, 19 novembre 1997) è un canottiere italiano.
Ha vinto la medaglia d'argento nel 4 di coppia maschile alle Olimpiadi di Parigi 2024 insieme a Andrea Panizza, Giacomo Gentili e Luca Rambaldi.

## Biografia
Nasce il 19 novembre 1997 a Selvazzano Dentro.Ha rappresentato la nazionale italiana ai campionati europei di Lucerna 2019, dove è arrivato terzo nella finale B, gareggiando con il connazionale Andrea Cattaneo.
Nel 2019 è stato arruolata nel Gruppo Sportivo delle Fiamme Gialle.
Ai campionati europei di canottaggio di Poznań 2020 ha vinto la medaglia d'argento nel 4 di coppia con Simone Venier, Luca Rambaldi e Giacomo Gentili.

## Palmarès
| Anno | Manifestazione       | Sede              | Evento      | Risultato      | Prestazione | Note |
| ---- | -------------------- | ----------------- | ----------- | -------------- | ----------- | ---- |
| 2017 | Mondiali U23         | Plovdiv           | Doppio      | 10° (finale B) | 6'24"13     |      |
| 2018 | Mondiali U23         | Poznań            | 4 di coppia | Argento        | 5'46"89     |      |
| 2019 | Europei              | Lucerna           | Doppio      | 9° (finale B)  | 6'22"64     |      |
| 2019 | Mondiali U23         | Sarasota          | Doppio      | Oro            | 6'14"84     |      |
| 2020 | Europei              | Poznań            | 4 di coppia | Argento        | 5'43"88     |      |
| 2022 | World Rowing Cup III | Lucerna           | 4 di coppia | Argento        | 5'40"88     |      |
| 2022 | Europei              | Monaco di Baviera | 4 di coppia | Oro            | 6'06"77     |      |
| 2022 | Mondiali             | Račice            | 4 di coppia | Bronzo         | 5'42"14     |      |
| 2023 | Europei              | Bled              | 4 di coppia | Bronzo         | 5'42"01     |      |
| 2023 | World Rowing Cup II  | Varese            | 4 di coppia | Argento        | 5'36"18     |      |
| 2023 | Mondiali             | Belgrado          | 4 di coppia | Argento        | 5'54"58     |      |
| 2024 | World Rowing Cup I   | Varese            | 4 di coppia | Bronzo         | 5'40"18     |      |
| 2024 | Europei              | Szeged            | 4 di coppia | Oro            | 6'03"93     |      |
| 2024 | World Rowing Cup II  | Lucerna           | 4 di coppia | Bronzo         | 5'49"25     |      |
| 2024 | Olimpiadi            | Parigi            | 4 di coppia | Argento        | 5'44"40     |      |